# Nil Hilevich

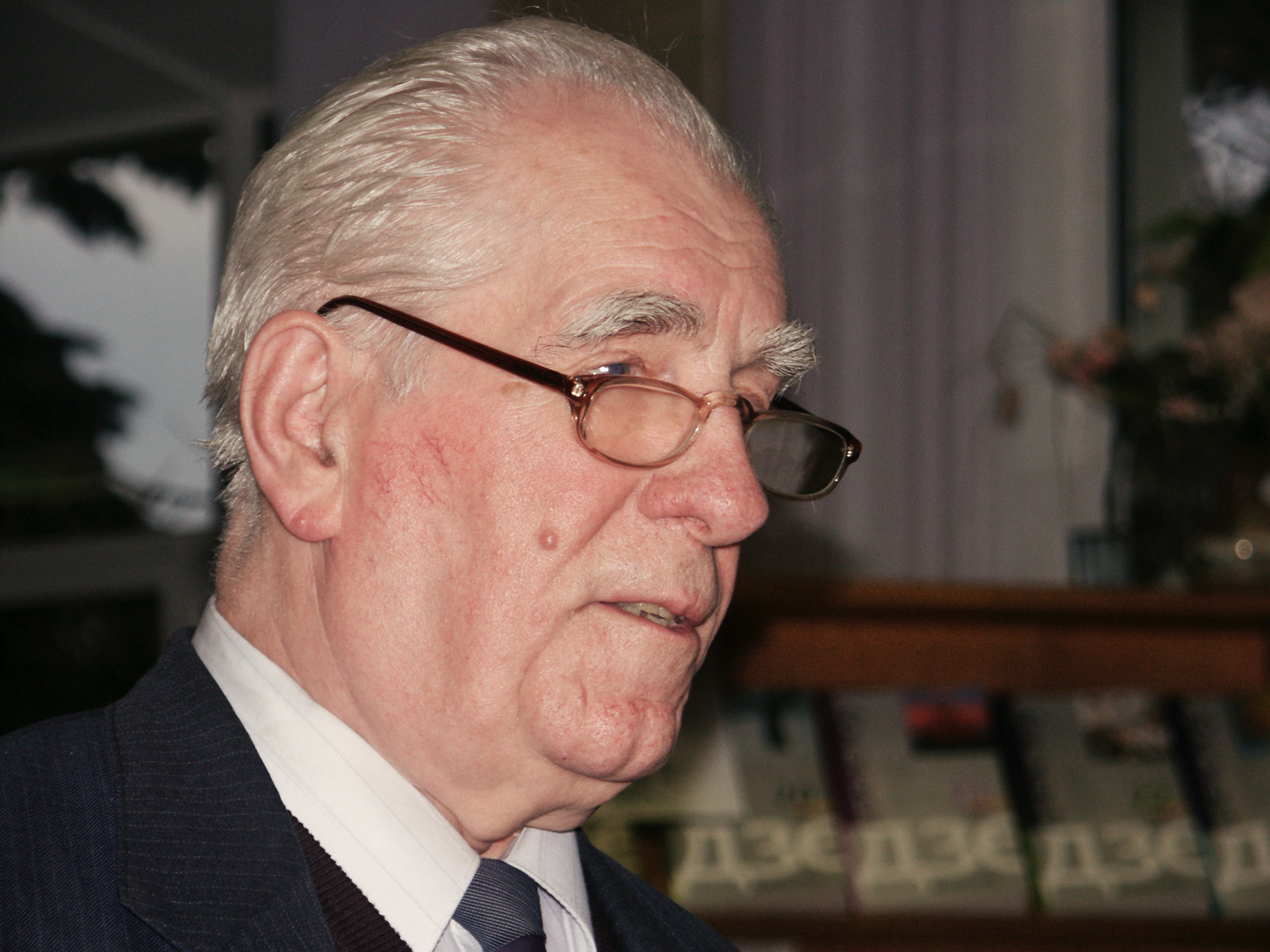

Nil Hilevich (em bielorrusso:  Ніл Гілевіч; 30 de setembro de 1931, 29 de março de 2016) foi um poeta bielorrusso,  professor da Universidade Estadual da Bielorrússia, e autor de mais de 80 livros de poesia, publicações, traduções. Foi um dos fundadores da Sociedade da Língua Bielorrussa Frantsishak Skaryna.